# Hapalemur
Hapalemur es un género de primates estrepsirrinos de la familia Lemuridae, conocidos vulgarmente como lémures del bambú o lémures mansos. Incluye a varias especies endémicas de Madagascar. Como su nombre lo indica, se alimentan principalmente de bambú.
Se caracterizan por su pelaje gris-marrón, que varía en tonalidad entre las especies. Miden de 26 a 46 centímetros de largo, más una cola de aproximadamente la misma longitud, y pesan hasta 2,5 kilogramos.

## Especies
- Hapalemur alaotrensis
- Hapalemur aureus
- Hapalemur griseus
- Hapalemur meridionalis
- Hapalemur occidentalis